# Tamron

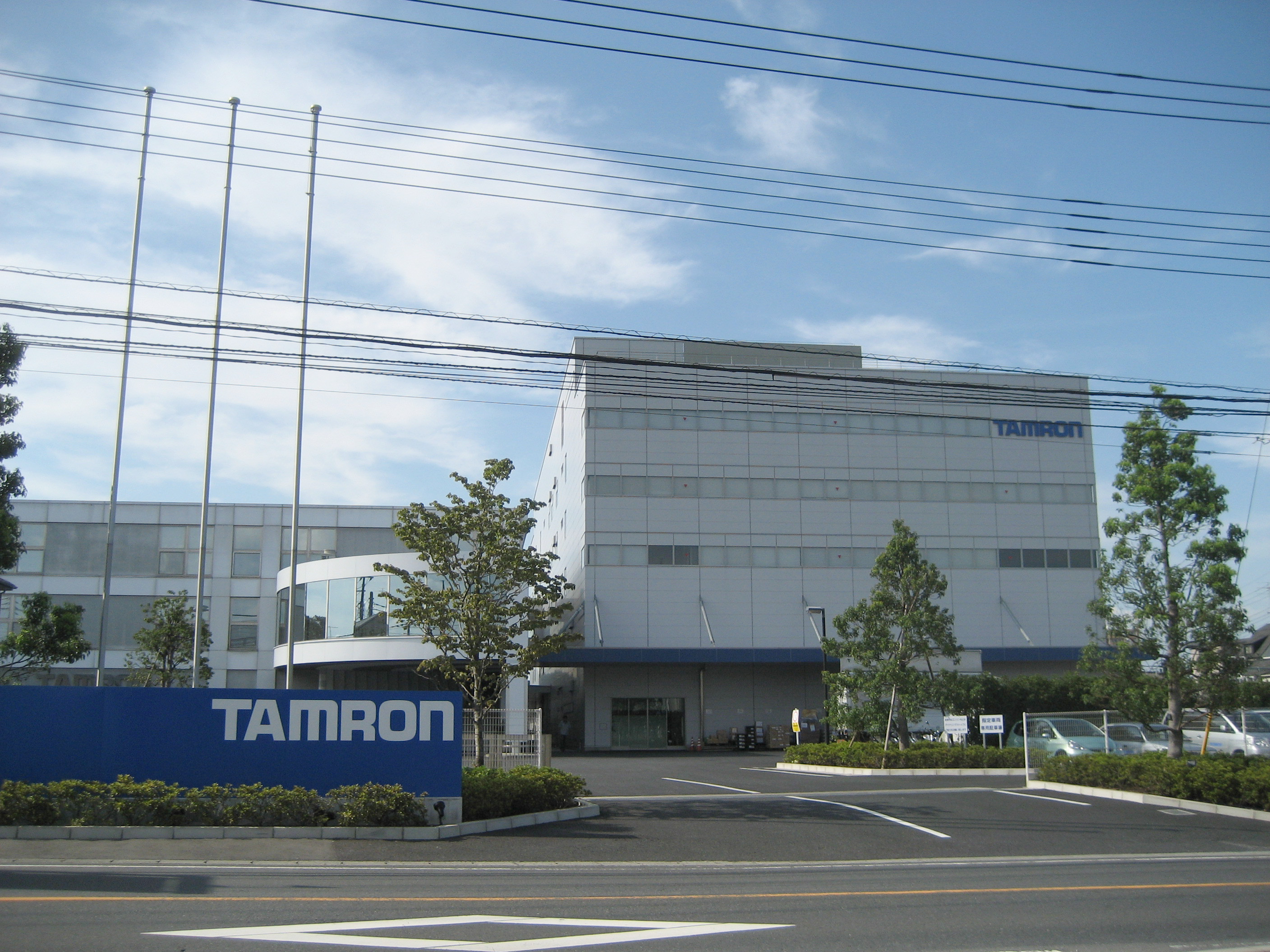
Företagets huvudkontor i Saitama.

Tamron är ett japanskt företag som bland annat tillverkar objektiv som är kompatibla med Canon, Nikons och Sonys systemkameror. Företaget grundades 1950 och huvudkontoret är beläget i Saitama.